# Arnout Hauben
Arnout Hauben (Leuven, 16 april 1976) is een Vlaams televisiemaker en medeoprichter van het productiehuis De chinezen.

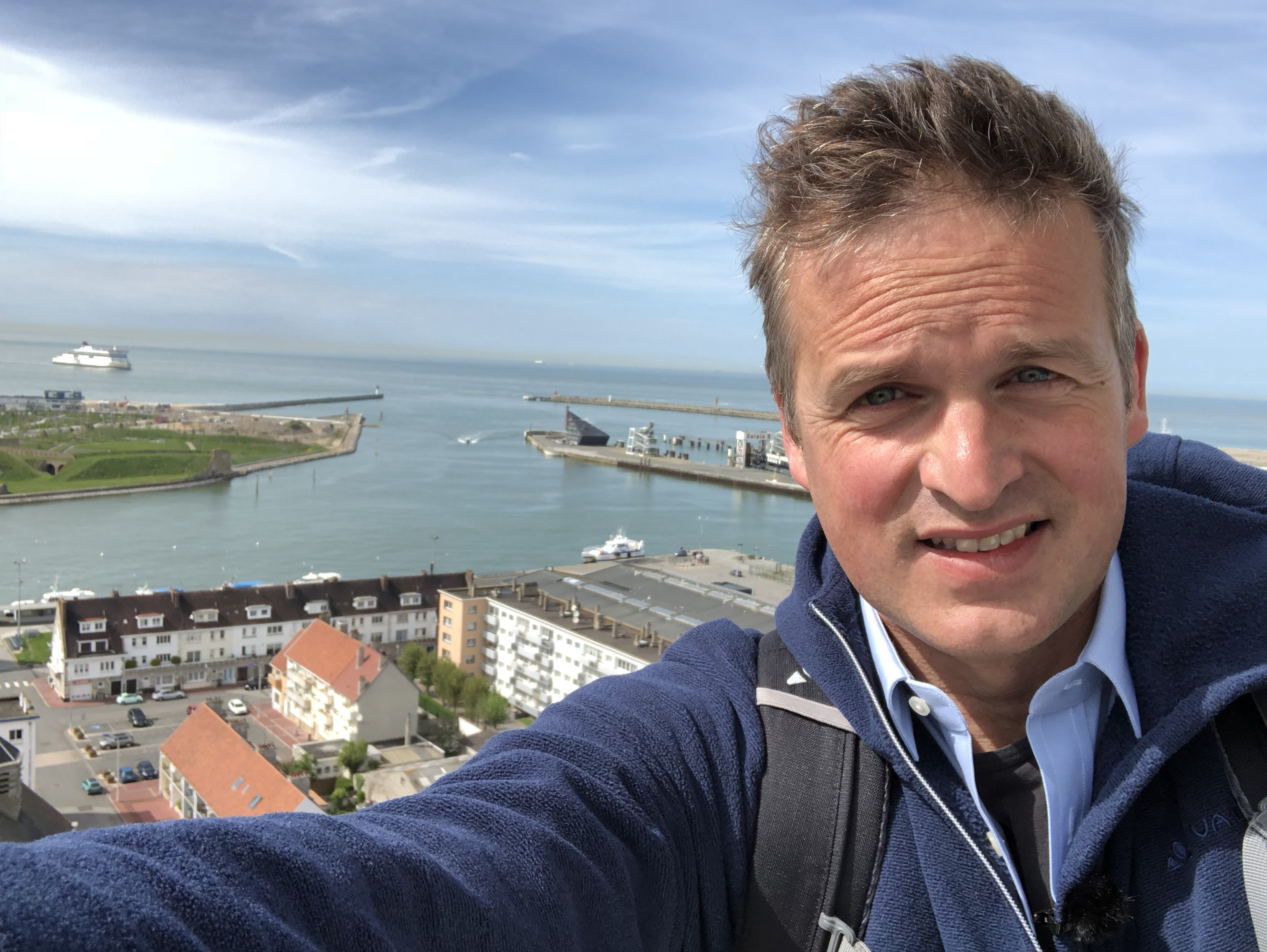
Arnout Hauben (2018)

## Biografie
Na zijn studie documentaire aan de filmschool Sint-Lukas Brussel startte Arnout Hauben zijn carrière in 1999 bij het productiehuis Woestijnvis. Hij werkte er als regisseur en reporter mee aan programma’s als Man bijt hond, Het geslacht De Pauw en Meneer Doktoor. Daarnaast regisseerde hij de documentairefilm Geel (2006), over de gelijknamige plaats in de Kempen waar mensen met een mentale beperking harmonieus samenleven met de andere inwoners van het stadje. Deze film won in 2005 de prijs van beste documentaire op het Seagate Foyle Film Festival in Groot-Brittannië en werd in 2006 uitgezonden op de zender Canvas. 
In 2010 verscheen Hauben voor het eerst zelf voor de camera in het programma Weg naar Compostela waarin hij verslag uitbracht van zijn avontuurlijke voettocht naar het Spaanse bedevaartsoord. 
In 2011 verliet Arnout Hauben Woestijnvis om samen met Elke Neuville en Mik Cops productiehuis De chinezen op te richten. Sindsdien maakt hij verschillende avontuurlijke programma’s met een historische insteek voor de Vlaamse zender Eén. 
In 2024 is hij te zien in Het Huis. Ook won hij met het programma Dwars door de Lage Landen de Gouden Televizier-Ring, een prestigieuze Nederlandse prijs voor het beste televisieprogramma van het jaar. Het was voor de eerste keer in de geschiedenis dat een Belgisch programma de prijs won. 

## Programma's
| Jaar          | Titel                                    | Beschrijving | Opmerkingen                                                       |
| ------------- | ---------------------------------------- | --- | ----------------------------------------------------------------- |
| 2013          | Ten Oorlog I                             | Samen met cameraman Mik Cops en Jonas Van Thielen trok Hauben langs de frontlijn van de Eerste Wereldoorlog, van Nieuwpoort en de slagvelden in de Westhoek, tot de stranden van het Turkse Gallipoli. |                                                                   |
| 2015          | Ten Oorlog II                            | Arnout Hauben, Mik Cops en Jonas Van Thielen trokken in het spoor van de bevrijdende geallieerde legers dwars door Europa. Eerst volgden ze vanuit Londen de Amerikaanse generaal Bradley tot aan de rivier de Elbe en vervolgens reisden ze generaal Zhukov en zijn Sovjet-troepen achterna vanuit Stalingrad tot in Berlijn. | 70 jaar na het einde van de Tweede Wereldoorlog                   |
| 2016          | Ten Oorlog: Onder Vlaamse Velden         | In Langemark, in de Westhoek, wordt een nieuwe gaspijplijn aangelegd. Maar eerst wordt de regio uitgekamd door een team van archeologen, inclusief Hauben. |                                                                   |
| 2017          | De Helden van Arnout                     | Samen met cameraman Jasper Stoefs trad hij in de voetsporen van acht vergeten Belgen die de wijde wereld introkken om hun dromen en idealen te realiseren. Aan de hand van hun dagboeken of brieven reisde Hauben hen achterna. |                                                                   |
| 2018          | Leve de Zoo!                             | Arnout Hauben dook in het verleden van de dierentuin. In elk van de zes afleveringen van het programma staat een historische figuur centraal die belangrijk was voor de geschiedenis van de zoo. | naar aanleiding van de 175ste verjaardag van de Zoo van Antwerpen |
| 2019          | Rond de Noordzee                         | Arnout Hauben maakte een 5.000 kilometer lange reis rond de Noordzee. Hij ging op zoek naar de geschiedenis van die zee en de mensen die errond wonen, en vertelde verhalen die zich op en rond de Noordzee hebben afgespeeld. |                                                                   |
| 2020          | Ten Oorlog: De bevrijding van Vlaanderen | Driedelige reportagereeks. Hierin volgde hij het spoor van de soldaten die Vlaanderen bevrijd hebben. Hij vertelde het verhaal van de Slag om de Schelde en van de V-bommenterreur die het land teisterde. Hauben ging op zoek naar de allerlaatste getuigen uit die bewogen periode. | 75 jaar na het einde van de Tweede Wereldoorlog                   |
| 2020          | Dwars door België                        | Met rugzak en tent trok Arnout Hauben op een avontuurlijke tocht langs het 500 kilometer lange wandelpad GR129 en doorkruiste hij heel België. Zijn reis startte in Brugge en eindigde in de oudste stad van Wallonië, Aarlen. Langs de route ging hij op zoek naar grote en kleine verhalen die de geschiedenis van België kleur geven. |                                                                   |
| lente 2021    | Dwars door de Middellandse Zee           | Arnout Hauben doorkruiste de Middellandse Zee van west naar oost, langs bekende en minder bekende eilanden. Zijn tocht begon in Gibraltar en liep onder andere langs de Balearen, Corsica, Sardinië, Sicilië, Malta, Kreta en Santorini. |                                                                   |
| lente 2022    | Dwars door de Lage Landen                | Een wandeltocht door Vlaanderen en Nederland. Hij trok van Oostende via de GR 5A, GR 565 en GR 5 tot in Belgisch Limburg en volgde vanaf Maastricht het Pieterpad van de Sint-Pietersberg naar Pieterburen. |                                                                   |
| najaar 2023   | Interview met de Geschiedenis            | Arnout Hauben mocht alle Belgische koningen fictief interviewen. Iedere aflevering ontmoette hij een koning die zich op een cruciaal moment in zijn koningschap bevond. Deze fictieve interviews werden afgewisseld met hedendaagse verhalen, waarin Hauben met bevoorrechte getuigen sprak die de vorsten in een breder perspectief plaatsten, waaronder Minister van Staat Mark Eyskens, geneticus Maarten Larmuseau, en prinses Marie Esmeralda van België. |                                                                   |
| voorjaar 2024 | Dwars door de Lage Landen seizoen 2      | Opnieuw een wandeltocht door Vlaanderen en Nederland, maar deze keer van noord naar zuid. | Het programma won in Nederland de Gouden Televizier-Ring.         |